# Still Life with Spherical Mirror
Naturaleza muerta con espejo esférico también conocida como Naturaleza muerta con esfera reflectante (Still Life with Spherical Mirror o Still life with reflecting globe en inglés) es una litografía de M.C. Escher realizada en 1934 en la que, por primera vez, el autor se autorretrata reflejado en un espejo esférico (en realidad una botella con fondo esférico). Mide 28,6 cm de alto por 32,6 cm de ancho.
Esta litografía es precursora de otra obra análoga, Mano con esfera reflectante (Hand with reflecting sphere), realizada un año después y en la que aparece el mismo espejo esférico visto desde otro ángulo.
El dibujo está realizado sobre un fondo negro sobre el que emergen únicamente cuatro elementos: un libro, un periódico, una estatua que representa un ave oscura con cabeza humana y la esfera reflectante. En el reflejo de la esfera aparece representado Escher realizando el dibujo que se ve en la obra.